# De muze
De muze, geschreven en geregisseerd door Ben van Lieshout, is een Nederlandse film uit 2008.

## Verhaal
Een introverte jongeman heeft overspannen ambities met betrekking tot een vlammend schrijverschap en dito liefdesleven maar wordt geconfronteerd met een schrijversblok en een kille, vervreemdende buitenwereld waarin het plaatsvervangend object van zijn liefde, filmster Monica Vitti, weinig soelaas biedt. Hij neemt een besluit, om zichzelf geheel en al in dienst van het lot te stellen. Gelukkig is enige zelfspot hem niet vreemd. In deze strak gefotografeerde, dialoogloze film vormt de anonieme grootstedelijke omgeving een personage op zich. Deze urbane landschappen, vooral 's nachts gefotografeerd, vormen een wereld die genoeg lijkt te hebben aan zichzelf en waarop de personages geen grip meer hebben. De Muze is geïnspireerd door het boek Portret van een jongeman van J.M. Coetzee en door het werk van Michelangelo Antonioni. De voice-over is ontleend aan de roman van Coetzee.

## Rolverdeling
| Acteur               | Personage | Opmerkingen |
| -------------------- | --------- | ----------- |
| Matthias Schoenaerts | Isa       | hoofdrol    |
| Tara Elders          |           | hoofdrol    |
| Sallie Harmsen       |           |             |
| Bart Klever          |           |             |
| Fem Petraeus         |           |             |
| Tara Elders          |           |             |

## Achtergrond
- De film is in 2008 op het Nederlands Film Festival in première gegaan.